# 渡邉保範
渡邉 保範（わたなべ やすのり、1964年〈昭和39年〉7月11日 - ）は、日本の海上保安官。

## 来歴
北海道出身。海上保安庁入庁後、海上保安大学校を経て、福島海上保安部巡視船あぶくま船長、警備救難部警備情報課警備情報調整官、四日市海上保安部長、第四管区海上保安本部警備救難部長、警備救難部警備情報課長などを歴任。第四管区海上保安本部警備救難部長在任中には伊勢志摩サミットを控えた中で、三重県警察と合同で海上警備訓練を実施するなど、警察と連携して警備活動にあたった。
2020年（令和2年）1月7日、第八管区海上保安本部次長に就任。
同年10月1日、第三管区海上保安本部次長に就任。在任中、2020年東京オリンピック・パラリンピックで海上警備の指揮をとった。
2021年（令和3年）10月1日、第九管区海上保安本部長に就任。
2022年（令和4年）6月28日、警備救難部長に就任。
2023年（令和5年）7月4日、海上保安監に就任。2024年（令和6年）7月1日、辞職。